# Болознев, Василий Васильевич
Василий Васильевич Болознев (1 января 1898 — 24 октября 1978) — генерал-майор Вооружённых сил СССР, служивший в составе Частей особого назначения РККА, начальник штаба 27-й и 34-й армий в годы Великой Отечественной войны. Первый начальник Казанского суворовского училища (1944—1946).

## Биография
Родился 1 января 1898 года в деревне Зихново Кенозерской волости Каргопольского уезда Олонецкой губернии. Родом из бедной крестьянской семьи. Окончил учительскую семинарию Петрозаводска в 1916 году и Алексеевское военное училище в 1917 году. После Октябрьской революции перешёл на сторону большевиков. С 1918 года доброволец РККА.
В июне 1918 года занял пост Каргопольского уездного военного комиссара, член РКП(б) с октября того же года. В конце 1918 года отправлен на Восточный фронт Гражданской войны, участвовал в сражениях против войск адмирала Колчака, а также боролся против банд Новосёлова, Кайгородова и Сальникова.
В 1921 году в РККА занимал следующие должности:
- начальник команды пеших разведчиков 40-го запасного полка 80-й запасной бригады;
- начальник команды разведчиков 259-го стрелкового полка 87-й бригады 29-й дивизии, позже командир батальона того же полка;
- командир батальона резерва 185-го стрелкового полка;
- командир батальона 1-го Алтайского стрелкового полка.

С 1921 года служил в Частях особого назначения, командуя следующими частями:
- батальон 3-го Барнаульского пехотного полка особого назначения (1921—1922);
- батальон штаба;
- 14-я отдельная Звенигородская пехотная рота;
- 4-й Барнаульский отдельный пехотный батальон (1922—1923);
- 1-е отделение штаба ЧОН Сибири (как помощник начальника);
- 2-е отделение штаба ЧОН Сибири (как помощник начальника, 1923—1924);
- 3-е отделение штаба ЧОН Сибири (1924).

В 1924—1927 годах — слушатель Военной академии РККА имени М. В. Фрунзе и одновременно командир батальона штаба ЧОН Новониколаевской губернии. После окончания был назначен преподавателем Высшей военно-педагогической школы РККА в 1927—1928 годах, в 1928—1929 годах был начальником её учебной части. В 1929—1930 годах — начальник учебного отдела Ленинградской школы переподготовки командиров запаса имени Ленина.
В 1930-е годы и вплоть до начала войны занимал следующие посты:
- помощник начальника штаба 45-й стрелковой дивизии (1930—1931)
- начальник штаба 100-й стрелковой дивизии (1931—1936)
- начальник штаба 13-го стрелкового корпуса (1936—1940)
- помощник командира 7-го стрелкового корпуса (1940)
- заместитель командира 22-го стрелкового корпуса (1940—1941)

На фронте Великой Отечественной войны с 1941 года. С 25 мая по 19 июля 1941 года занимал пост начальника штаба 27-й армии (в звании полковника). С 16 по 25 июля 1941 года — начальник штаба 34-й армии. В начале войны был тяжело ранен в бою, в 1943 году находился в госпитале. 29 октября 1943 года произведён в генерал-майоры. После лечения в госпитале в 1943—1944 годах — начальник Харьковского военного пехотного училища. 12 августа 1944 года был назначен первым начальником Казанского суворовского военного училища (был его организатором), проработав на этом посту до 1946 года. В 1946—1949 годах — начальник штаба 10-го гвардейского стрелкового корпуса, в 1949 году назначен начальником военной кафедры Таджикского государственного университета. С 15 октября 1949 по 25 декабря 1957 года — начальник военной кафедры Воронежского государственного университета.
Уволен в запас в 1957 году приказом Министерства обороны СССР>. Был женат. Дочь — Виктория Васильевна, стала учительницей русского языка в школе.
Умер 24 октября 1978 года в Воронеже, похоронен там же на Юго-Западном кладбище. На могиле установлен памятник.

## Награды
- Орден Ленина (21 февраля 1945) — за долголетнюю и безупречную службу в Красной Армии[8]
- Орден Красного Знамени
  - 3 ноября 1944 — за долголетнюю и безупречную службу в Красной Армии[9]
  - 20 июня 1949 — за долголетнюю и безупречную службу в Вооружённых силах Союза ССР[10]
- Орден Отечественной войны I степени (22 февраля 1944) — за достигнутые успехи в деле подготовки общевойсковых офицерских кадров[11][b]
- Орден Красной Звезды (1968)[3]
- Медаль «XX лет РККА»[5]
- Медаль «За победу над Германией в Великой Отечественной войне 1941-1945 гг.» (9 мая 1945)[5]
- Медаль «30 лет Советской Армии и Флота» (22 февраля 1948)[5]
- Медаль «40 лет Вооружённых Сил СССР» (18 декабря 1957)[5]
- Медаль «Двадцать лет Победы в Великой Отечественной войне 1941-1945 гг.» (7 мая 1965)[5]
- Медаль «50 лет Вооружённых Сил СССР» (26 декабря 1967)[5]
- Медаль «Тридцать лет Победы в Великой Отечественной войне 1941—1945 гг.» (25 мая 1975)[5]
- именные золотые часы (15 октября 1935)[3]

## Комментарии
1. ↑  Ныне Приозёрный район, Архангельская область[1]
2. ↑  По другим данным, согласно указу Президиума Верховного Совета от 16 ноября 1943 года с той же формулировкой[12]